# Lož
Lož – wieś w Słowenii. W 2018 roku liczyła 604 mieszkańców.